# Rec
A szócikk címe technikai okok miatt pontatlan. A helyes cím: [REC].
A [REC] (eredeti cím: [REC], stilizálva [•REC]) 2007-ben bemutatott spanyol horrorfilm, melyet Jaume Balagueró rendezett. A főszerepben Manuela Velasco látható.
A 2007. november 23-én bemutatott film bevételi és kritikai sikert aratott. Három folytatása készült: Rec 2. (2009), Rec 3. – Genezis (2012) és REC 4. – Apokalipszis (2014). Amerikai remake-jét 2008-ban mutatták be Karantén címmel.

## Cselekmény
Ángela Vidal riporter és operatőre, Pablo azt a feladatot kapják, hogy készítsenek bemutatót a tűzoltók egy átlagos estéjéről. A filmezés döcögősen indul, és úgy tűnik, kifejezetten unalmas lesz. Egyszer csak megszólal a sziréna és a tűzoltók akcióba lendülnek, ahová Ángela és Pablo is velük tart. Egy idős asszonyhoz riasztották a tűzoltókat, akik perceken belül ki is érnek a helyszínre.  
Az épületbe lépve viszont mindenkin eluralkodik a félelem. Egy ez idáig ismeretlen fertőzés ütötte fel a fejét, ami miatt azonnal karantén alá veszik az épületet. Az egészséges lakók, tűzoltók, rendőrök és a riporterek kénytelenek egy légtérben eltölteni idejüket a megvadult fertőzöttekkel. Angela és Pablo pedig mindent filmre akarnak venni.

## Szereplők
| Szerep          | Színész          | Magyar hang      |
| --------------- | ---------------- | ---------------- |
| Ángela Vidal    | Manuela Velasco  | Törtei Tünde     |
| Manu            | Ferran Terraza   |                  |
| Joven           | Jorge Serrano    |                  |
| Pablo           | Pablo Rosso      |                  |
| Álex            | David Vert       |                  |
| Adulto          | Vicente Gil      |                  |
| Izquierdo       | Martha Carbonell | (nem szólal meg) |
| Guillem Marimon | Carlos Vicente   |                  |